# هنی میر
هنی میر (هلندی: Henny Meijer; زاده ۱۷ فوریهٔ ۱۹۶۲) یک بازیکن فوتبال اهل هلند است.

## تیم ملی
وی در تیم ملی فوتبال هلند بازی کرده است.